# Harisamudra, Kadur
Harisamudra là một làng thuộc tehsil Kadur, huyện Chikmagalur, bang Karnataka, Ấn Độ.